# Ukrainurus hypsognathus
Ukrainurus hypsognathus è un anfibio estinto, appartenente agli urodeli. Visse nel Miocene (circa 18 - 7 milioni di anni fa) e i suoi resti fossili sono stati ritrovati in Ucraina.

## Descrizione
Questo animale doveva essere molto simile alle salamandre giganti attuali, come la salamandra di padre David (Andrias davidianus). Ukrainurus è noto per due scheletri disarticolati comprendenti il cranio. Tra le caratteristiche rilevanti di Ukrainurus si ricordano i tessuti ossei poco ossificati e mandibole poco elastiche. L'osso dentale era alto e dotato di una cresta sulla superficie linguale; la parte dotata di denti dell'osso era inoltre composta da una lamina dentale e da una superficie subdentale. In generale, le ossa della mandibola di Ukrainurus indicano la presenza di forti muscoli levatori mandibolari, che dovevano permettere un morso davvero potente. L'osso squamoso era dotato di una prominenza dorsale, mentre l'occipitale era dotato di una facceta pericondilare. Per quanto riguarda lo scheletro postcranico, le prezigapofisi delle vertebre erano estremamente allungate, mentre i processi emali erano caratterizzati da una base ovale allungata. 

## Classificazione
Ukrainurus hypsognathus venne descritto per la prima volta nel 2013, sulla base di resti fossili rinvenuti nella zona di Grytsiv, in Ucraina, in terreni del Miocene. Analisi filogenetiche indicano che questo animale doveva essere uno stretto parente dei criptobranchidi attuali, anche se non direttamente ascrivibile a questa famiglia. Le analisi filogenetiche indicano che i criptobranchidi si siano originati in Asia per poi disperdersi in Nordamerica. 